# Rupia seychellense
La rupia es la moneda de Seychelles, dividida en 100 cents. En la lengua local —criollo seychellense— es llamada roupi. El código internacional es SCR. Las abreviaturas Sr y SRe son utilizadas habitualmente.

## Historia
El 31 de agosto de 1903 las islas pasaron a ser una colonia de la corona, separándose así de las islas Mauricio pero la emisión de rupia de Seychelles fue introducida recién en 1914, reemplazando a la vez a los billetes de la rupia mauriciana que con las monedas de bronce y de plata habían comenzado a circular en las Seychelles en el año 1877.
Posteriormente las monedas propias que reemplazaron a las de las islas Mauricio comenzaron a ser acuñadas a partir de 1939 hasta la independencia el 28 de junio de 1976, cuando se proclamó la república, continuando la acuñación de centavos de aluminio, de latón y de cuproníquel, y rupias de esta última aleación.

## Billetes
- 10 rupias
- 25 rupias
- 50 rupias
- 100 rupias
- 500 rupias

## Monedas
Las características principales de las monedas en circulación introducidas en 1982 son:
| Denominación | Emisión actual | Metal  | Forma    | Diámetro | Borde    | Anverso           | Reverso               |
| ------------ | -------------- | ------ | -------- | -------- | -------- | ----------------- | --------------------- |
| 1 Cent       | 1982           | Latón  | Circular |          | Liso     | Cangrejo y facial | Escudo nacional y año |
| 5 Cents      | 1982           | Latón  | Circular |          | Liso     | Planta y facial   | Escudo nacional y año |
| 10 Cents     | 1982           | Latón  | Circular |          | Liso     | Pez y facial      | Escudo nacional y año |
| 25 Cents     | 1982           | Níquel | Circular |          | Estriado | Ave y facial      | Escudo nacional y año |
| 1 Rupia      | 1982           | Níquel | Circular |          | Estriado | Caracola y facial | Escudo nacional y año |
| 5 Rupias     | 1982           | Níquel | Circular |          | Estriado | Palmera y facial  | Escudo nacional y año |